# Az Amerikai Egyesült Államok Hadserege
Az Amerikai Egyesült Államok Hadserege (angolul: United States Army) az Amerikai Egyesült Államok haderejének fő szárazföldi komponense. Ez az amerikai fegyveres erők legnagyobb és legrégebbi haderőneme; egyike az USA hét egyenruhás szolgálatának. Gyökereit a függetlenségi háború idején, 1775. június 14-én alapított Amerikai Kontinentális Hadseregre vezeti vissza. A hadsereg hivatalos megalapításának napja 1784. június 3. volt, miután a függetlenségi háború véget ért és a Kontinentális Hadsereget feloszlatták.
A hadsereg főparancsnoka az alkotmány előírása szerint az elnök. A hadsereg fölötti civil ellenőrzést a védelmi miniszter gyakorolja. A katonai parancsnok a hadsereg vezérkari főnöke.

## Lásd még
Az afroamerikaiak katonai története

## Fordítás
- Ez a szócikk részben vagy egészben  az   Unitit States Airmy című skóciai angol Wikipédia-szócikk ezen változatának fordításán alapul.  Az eredeti cikk szerkesztőit annak laptörténete sorolja fel. Ez a jelzés csupán a megfogalmazás eredetét és a szerzői jogokat jelzi, nem szolgál a cikkben szereplő információk forrásmegjelöléseként.